# Дерево свободы
Дерево свободы (фр. arbre de la liberté, нем. Freiheitsbaum) — революционный символ.

## История
Ведет своё происхождение от распространённого у многих европейских народов обычая встречать наступление весны, а также больших праздников насаждением зелёных деревьев (майские деревья). Символический смысл свободы дерево впервые получило во время американской войны за независимость, в начале которой жители Бостона собирались под подобным деревом для совещаний.

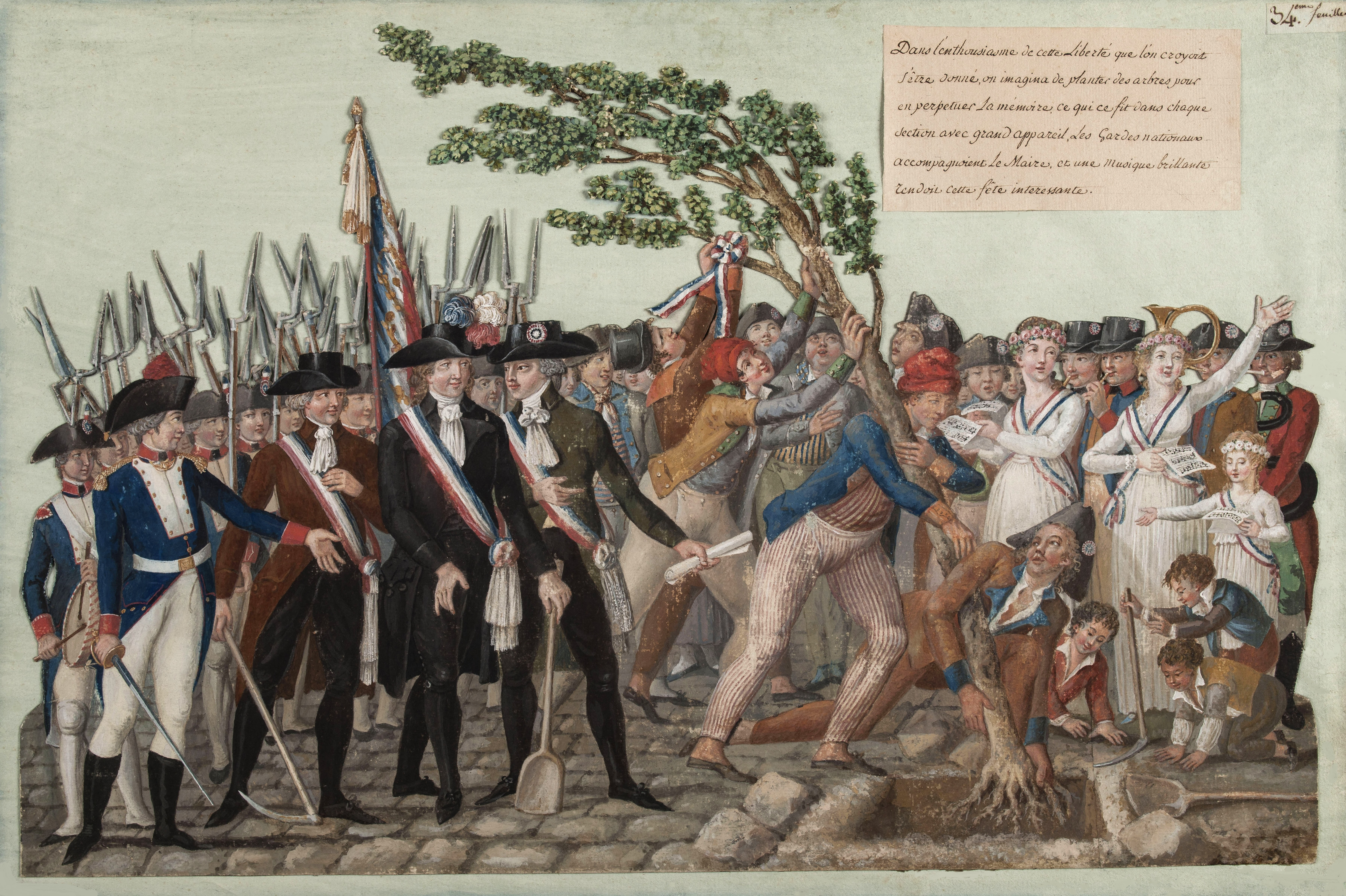
Посадка дерева свободы в 1790.

По рассказу аббата Грегуара, автора «Essai historique et patriotique sur les arbres de la liberté», первое Древо свободы было посажено во время французской революции Норбером Прессаком, священником в департаменте Вьенны. В мае 1790 года почти в каждой деревне был торжественно посажен молодой дубок как постоянное напоминание о свободе. В Париже первое древо свободы посажено в 1790 году якобинцами, увенчавшими его красной шапкой и певшими вокруг него революционные песни. Национальный конвент декретом 4 плювиоза II г. постановил, чтобы каждая община заменила непринявшиеся деревья новыми к 1 жерминаля, дабы повсюду зеленел символ свободы. Некоторым из таких деревьев давалось название «Деревья братства» (arbres de la fraternité). Хотя при реставрации монархии все деревья свободы должны были быть уничтожены, но ещё в 1830 году в Париже, в предместье Сент-Антуан, было украшено трёхцветным знаменем дерево, посаженное в первые времена революции.
Июльская революция вызвала и в Германии, особенно в прирейнской Баварии, водружение дерев свободы. Во время революции 1848 года также были посажены во многих местах деревья свободы, но правительственным распоряжением 1850 г. уничтожены. Такая же участь постигла деревья свободы, посаженные в 1848 году в Италии. При провозглашении республики в 1870 году были также посажены деревья свободы, особенно на юге Франции.